# アルカンジェロ
アルカンジェロ（Arcangelo、2020年5月11日 - ）は、アメリカ合衆国の競走馬。主な勝ち鞍は2023年のベルモントステークス、トラヴァーズステークス。

## 経歴
2022年12月17日ガルフストリームパーク競馬場ダート6fの未勝利戦でホセ・オルティスを背にデビューし2着と惜敗する。
年が明け、2023年1月14日ガルフストリームパーク競馬場ダート8fの未勝利戦では4着に終わったが、ハビエル・カステリャーノに乗り替わった3月18日ガルフストリームパーク競馬場ダート8fの未勝利戦で後続に3馬身半差をつけ3戦目で初勝利を挙げる。
重賞初挑戦となった5月13日のG3ピーターパンステークスでは最後方追走から3コーナー付近で捲り気味に進出すると、最後の直線で先に抜け出したビショップスベイとの競り合いを頭差制して重賞初制覇を飾った。6月10日のベルモントステークスでは道中中団で待機し、最後の直線で最内から抜け出して先頭に立つと最後は2歳王者フォルテの追撃を振り切ってG1初制覇を果たした。鞍上のハビエル・カステリャーノはアメリカ3歳三冠レース（ケンタッキーダービー・プリークネスステークス）を完全制覇するとともに、管理するジェナ・アントヌッチは女性調教師として初のアメリカ3歳三冠レース勝利ともなった。
8月26日に行われたトラヴァーズステークスでは道中3・4番手追走から直線で抜け出すと最後はディスアームに1馬身差をつけてG1競走2勝目を挙げるとともに、父アロゲートとの父子制覇を果たした。その後、11月4日に行われるブリーダーズカップ・クラシックへ向けて調整されていたが、脚部不安を発症したため出走を回避し、現役を引退することになった。引退後の2024年よりレーンズエンドファームで種牡馬となる。

## 血統表
| アルカンジェロの血統  | アルカンジェロの血統                                             | アルカンジェロの血統                                             | （血統表の出典）                                                 | （血統表の出典）    |
| 父系                  | ミスタープロスペクター系                                         | ミスタープロスペクター系                                         | ミスタープロスペクター系                                         |                     |
| 父 Arrogate 2013 芦毛 | 父の父Unbridled's Song 1993 芦毛                                 | Unbridled                                                        | Fappiano                                                         | Fappiano            |
| 父 Arrogate 2013 芦毛 | 父の父Unbridled's Song 1993 芦毛                                 | Unbridled                                                        | Gana Facil                                                       |                     |
| 父 Arrogate 2013 芦毛 | 父の父Unbridled's Song 1993 芦毛                                 | Trolley Song                                                     | Caro                                                             | Caro                |
| 父 Arrogate 2013 芦毛 | 父の父Unbridled's Song 1993 芦毛                                 | Trolley Song                                                     | Lucky Spell                                                      |                     |
| 父 Arrogate 2013 芦毛 | 父の母Bubbler 2006 黒鹿毛                                        | Distorted Humor                                                  | *フォーティナイナー                                              | *フォーティナイナー |
| 父 Arrogate 2013 芦毛 | 父の母Bubbler 2006 黒鹿毛                                        | Distorted Humor                                                  | Danzig's Beauty                                                  |                     |
| 父 Arrogate 2013 芦毛 | 父の母Bubbler 2006 黒鹿毛                                        | Grechelle                                                        | Deputy Minister                                                  | Deputy Minister     |
| 父 Arrogate 2013 芦毛 | 父の母Bubbler 2006 黒鹿毛                                        | Grechelle                                                        | Meadow Star                                                      |                     |
| 母 Modeling 2012 芦毛 | 母の父Tapit 2001 芦毛                                            | Pulpit                                                           | A.P. Indy                                                        | A.P. Indy           |
| 母 Modeling 2012 芦毛 | 母の父Tapit 2001 芦毛                                            | Pulpit                                                           | Preach                                                           |                     |
| 母 Modeling 2012 芦毛 | 母の父Tapit 2001 芦毛                                            | Tap Your Heels                                                   | Unbridled                                                        | Unbridled           |
| 母 Modeling 2012 芦毛 | 母の父Tapit 2001 芦毛                                            | Tap Your Heels                                                   | Ruby Slippers                                                    |                     |
| 母 Modeling 2012 芦毛 | 母の母Teeming 2001 鹿毛                                          | Storm Cat                                                        | Storm Bird                                                       | Storm Bird          |
| 母 Modeling 2012 芦毛 | 母の母Teeming 2001 鹿毛                                          | Storm Cat                                                        | Terlingua                                                        |                     |
| 母 Modeling 2012 芦毛 | 母の母Teeming 2001 鹿毛                                          | Better Than Honour                                               | Deputy Minister                                                  | Deputy Minister     |
| 母 Modeling 2012 芦毛 | 母の母Teeming 2001 鹿毛                                          | Better Than Honour                                               | Blush With Pride                                                 |                     |
| 母系(F-No.)           | (FN:8-f)                                                         | (FN:8-f)                                                         | (FN:8-f)                                                         |                     |
| 5代内の近親交配       | Unbridled：S3×M4 Deputy Minister：S4×M4 Mr. Prospector：S5×S5×M5 | Unbridled：S3×M4 Deputy Minister：S4×M4 Mr. Prospector：S5×S5×M5 | Unbridled：S3×M4 Deputy Minister：S4×M4 Mr. Prospector：S5×S5×M5 |                     |

- 高祖母Blush With Prideはケンタッキーオークス馬であり、その母Best in Showは数多くの活躍馬を輩出する牝系の祖となっている。
- 曾祖母Better Than Honourの子に2006年ベルモントステークス勝ちのJazil、牝馬ながら2007年ベルモントステークスを制したRags to Riches、日本調教馬として初のアメリカダート重賞勝ちを果たしたカジノドライヴがいる。